# João José Alves Dias

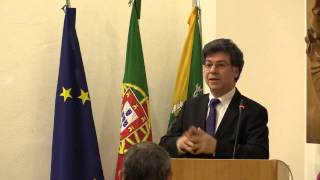
Prof.Dr. João José Alves Dias, no lançamento do 2.º volume da edição comemorativa dos 500 Anos do Foral Manuelino de Aldeia Galega do Ribatejo

João José Alves Dias (usa João Alves Dias) (Abrantes, 1 de Outubro de 1957) é um professor universitário e historiador português.

## Biografia
João José Alves Dias licenciou-se em História pela Faculdade de Ciências Sociais e Humanas da Universidade Nova de Lisboa, onde igualmente se doutorou em História da Idade Moderna e se agregou em História de Portugal.
É professor da mesma faculdade onde rege cadeiras no âmbito da História Medieval e Moderna; Paleografia e Diplomática; História do Livro; Vida Quotidiana Quinhentista.
Dirige o Centro de Estudos Históricos da Universidade Nova de Lisboa, responsável por um vastíssimo trabalho de publicação de fontes históricas.
Professor da Universidade Nova de Lisboa
Unidades curriculares ensinadas:
- 1.º Ciclo /Licenciatura:
  Metodologia da História
  História de Portugal Moderno (XV-XVII)
  Paleografia e Diplomática (XIII-XVIII)
  História do livro impresso (XV-XX)
- 2.º Ciclo / Mestrado de História (seminários de investigação):
  A Cultura em Portugal (XV-XVIII)
  Aperfeiçoamento Paleográfico
- 3.º Ciclo / Curso de Doutoramento em História
Especialização em História Moderna e da Expansão
  Problemáticas (colaboração)
  Metodologias (colaboração)

De 1969 a 1977 frequentou os estudos do ensino Preparatório, Secundário e Geral dos liceus (tendo terminado a vertente de Ciências no Liceu Normal Pedro Nunes e o de Letras no Liceu Passos Manuel, ambos em Lisboa).
No ano letivo de 1977/78 frequentou o Ano Propedêutico.
Em 1978 matriculou-se no curso de História da Faculdade de Ciências Sociais e Humanas da Universidade Nova de Lisboa, que frequentou regularmente até 1982. Conseguiu dispensa de exame final em todas as disciplinas, tendo ficado Licenciado no dia 24 de Junho de 1982 com a média geral de dezassete valores.
Em 1982 entrou por concurso público para Assistente Estagiário em História Medieval e Moderna na Faculdade de Ciências Sociais e Humanas da Universidade Nova de Lisboa.
Em 1984, 15 e 16 de Novembro, prestou Provas de Aptidão Pedagógica e Capacidade Científica, em que obteve a classificação de Muito Bom, tendo passado a Assistente da mesma Faculdade.
Em 1993, 11 de Fevereiro, realizou o Doutoramento em História (História Económica e Social séculos XV-XIX), em que obteve a classificação Aprovado com Distinção e Louvor, por unanimidade, tendo passado a Professor Auxiliar da mesma Faculdade.
Em 2001, 19 de Junho, concluiu as provas de Agregação recebendo, por unanimidade, o título de agregado no grupo de História, disciplina de História de Portugal Moderna.
Em 2014, 20 de Fevereiro, integrou a lista de três candidatos da "proposta de designação" apresentada pela CRESAP, ao membro do Governo, no âmbito do Procedimento Concursal N.º 206_CRESAP_137_09/13 - Diretor-Geral da Biblioteca Nacional de Portugal 
É Diretor da revista Fragmenta Historica : Revista do Centro de Estudos Históricos da UNL. 
É Diretor Centro de Estudos Históricos, na Universidade Nova de Lisboa.
É investigador coordenador do CHAM - Centro de História de Além-Mar, Universidade Nova de Lisboa. e Universidade dos Açores.
Instituições de que é membro
- Associação Grémio Lusitano
- Associação Supremo Conselho para Portugal e sua jurisdição
- Instituto Açoriano de Cultura.
- Sociedade de Geografia de Lisboa, sócio efectivo desde 1985.
- Sociedade Portuguesa de Estudos Medievais.
- Associação Historians of Early Europe.
- Associação de História Medieval Portuguesa.

## Algumas obras